# Lợn Kunekune

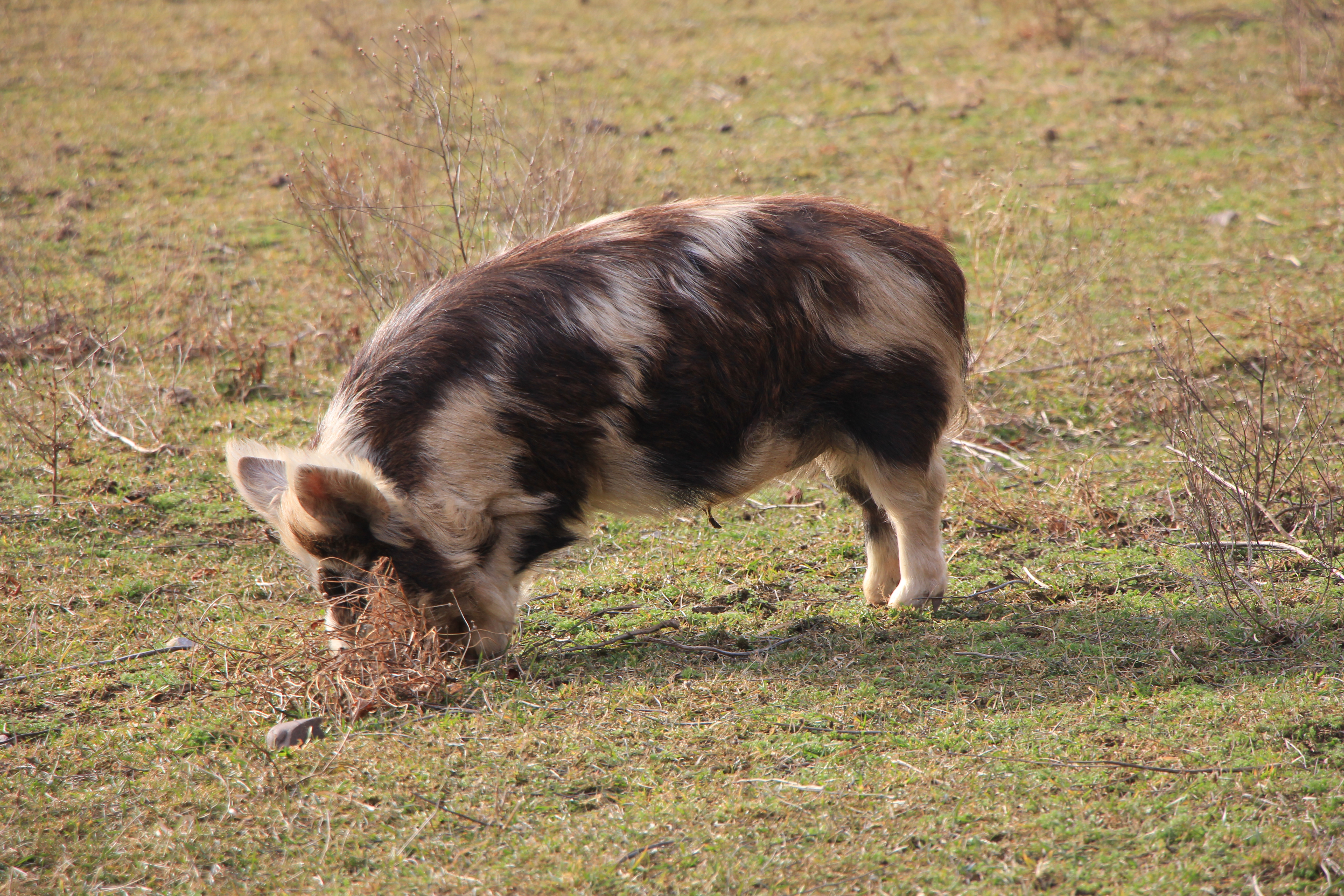
Một con lợn Kunekune đốm

Lợn Kunekune (phát âm tiếng Anh: /ˈkuːnɪkuːnɪ/, hay /ˈkuːnɛkuːnɛ/) là một giống lợn cỡ nhỏ có nguồn gốc từ New Zealand. Giống lợn Kunekune có lớp lông với một cơ thể liền khối béo tròn, và có thể mang một cái nọng (hoặc piri piri) treo từ hàm dưới của chúng. Màu lông của chúng rất đa dạng phong phú, từ màu đen và trắng, đến màu gừng, kem, vàng-tip, đen, nâu và tam thể. Chúng có một tính khí dễ mến, thân thiện, và hiện nay thường được giữ như vật cưng. 

## Lịch sử
Giống lợn này được cho là có nguồn gốc từ một giống lợn nội địa châu Á được đưa vào nuôi ở New Zealand vào đầu thế kỷ 19 bởi những người săn cá voi hoặc cá sấu. Chúng khác biệt rõ rệt với những con lợn hoang có nguồn gốc Châu Âu được biết đến ở New Zealand như là "Bếp Trưởng". Người Māori bản địa ở New Zealand đã gọi chúng là Kunekune, từ kunekune có nghĩa là "béo và tròn" trong tiếng Māori.
Vào những năm 1980, chỉ có khoảng 50 con lợn giống Kunekune thuần chủng vẫn còn tồn tại. Michael Willis và John Simister, chủ sở hữu các công viên động vật hoang dã, đã bắt đầu một chương trình khôi phục giống lợn này, và điều đó đã khuyến khích các nỗ lực phục hồi khác. Đến năm 2010, giống lợn này không còn phải đối mặt với sự tuyệt chủng, với các Hiệp hội giống ở cả New Zealand và Anh Quốc. Năm 1993, có hai con lợn giống đã được nhập khẩu từ Anh vào Hoa Kỳ.

## Đặc điểm
Các con lợn Kunekune được phủ trong lớp lông tóc có thể được dài hoặc ngắn, và thẳng hoặc xoăn. Màu lông của chúng bao gồm màu đen, nâu, gừng, vàng, kem, và các hỗn hợp đốm. Nó có mõm vừa và nhỏ, có màu đen và có tai nhọn. Nó có một thân thể ngắn ngủn, tròn có chân ngắn và có thể có hai dái tai (được gọi là piri piri) dưới cằm của nó. Lợn Kunekune cao khoảng 60 cm (24 in). Một số con Lợn Kunekune trưởng thành có thể nặng từ 60 đến 200 kg. Môi trường sống tự nhiên của Lợn Kunekune là rừng cây và đồng cỏ. Chúng phát triển mạnh ở ngoài trời; tốt nhất là nên có một hàng rào có kích thước ít nhất 2 m, tùy thuộc vào số con lợn.
Lợn Kunekune rất dễ quản lý, vì chúng có khả năng sống trên cỏ ít hơn. Chúng là con lợn chăn gia súc duy nhất thật sự, và có thể được duy trì bằng việc từ mình kiếm ăn cỏ một mình mà không cần cho ăn bổ sung. Một mẫu cỏ có thể nuôi được đến năm con lợn kunekune. Lợn đực Kunekune trở nên to béo từ 6 đến 7 tháng, trong khi lợn nái có thể mang thai sau 5 tháng. Tuy nhiên, lợn thường không được ở chung với lợn đực cho đến khi chúng được một năm tuổi. Lợn nái là những bà mẹ khéo, và lứa đẻ trung bình của chúng khoảng bảy con lợn.